# Manglobe
Manglobe Inc. (株式会社マングローブ, Kabushiki-gaisha Mangurōvu?) foi um estúdio de animação e produtora japonesa. Foi fundado em fevereiro de 2002 pelos produtores Shinichirō Kobayashi e Takashi Kochiyama, da Sunrise.

## Falência
No dia 29 de setembro de 2015, o estúdio entrou com pedido de falência e removeu seu site do ar. O site Biz informou que o estúdio estava insolvente há algum tempo e havia acomulado dívidas antes de decidir entrar com o processo de falência. De acordo com um relatório do  Teikoku Databank , Manglobe tinha uma dívida estimada de 350 milhões de ienes. A falência da Manglobe resultou em um atraso no lançamento do filme Genocidal Organ , que estava programado para estrear no dia, 13 de novembro de 2015, e um atraso de 16 meses do lançamento do vídeo caseiro de  Gangsta  do Volume 3 em diante no Japão.

## Trabalhos
- Pure White Symphony (serie de televisão, 2011)
- Samurai Champloo (série de televisão, 2004)
- Sengoku BASARA (jogo, vídeos, 2005)
- Ergo Proxy (série de televisão, 2006)
- Michiko to Hatchin (série de televisão, 2008)
- Seiken no Blacksmith (série de televisão, 2009)
- Kami Nomi Zo Shiru Sekai (série de televisão, 2010)
- Sarai-ya Goyou (série de televisão, 2010)
- Deadman Wonderland (série de televisão, 2011)
- The World God Only Knows (série de televisão, 2013)
- Zettai Karen Children: The Unlimited (série de televisão, 2013)
- Karneval (série de televisão, 2013)
- Hayate the Combat Butler! Cuties (série de televisão, 2013)
- The World God Only Knows - Megami Hen (série de televisão, 2013)
- Samurai Flamenco (série de televisão, 2013)
- Gangsta (série de televisão, 2015)